# Casse
La casse, termine francese per rottura, indica una alterazione nell'aspetto di un vino consistente nella perdita di omogeneità (rottura) del colore e formazione di torbidità.
Spesso non pregiudica la qualità del vino. La correzione o prevenzione del problema, prima della messa in bottiglia, può essere intrapresa con trattamenti a base di sostanze in grado di legare e precipitare l'eccesso di molecole che ne sono causa, seguiti da filtrazione o centrifugazione. Vengono usate colle di origine animale o vegetale e tannini.
Può essere causata dalla precipitazione di composti sia organici che inorganici, e in particolare si ha:

## Casse ferrica
Dovuta all'ossidazione degli ioni ferro. Tutti i vini contengono ferro in soluzione (circa 2–5 mg/L) poiché esso deriva dal contatto del mosto con parti metalliche degli strumenti della vinificazione. Il ferro è contenuto solitamente come ione ferroso (Fe2+ solubile), che a seguito di aerazioni si può ossidare a ione ferrico (Fe3+). Questo catione tende a legarsi con altri composti insolubili, che restano in sospensione e intorbidano il vino; questo succede quando lo ione ferrico si trova in alte concentrazioni (maggiore di 10 mg/L). Secondo il tipo di sostanze con cui il ferro viene a contatto può formare:
1. casse bianche: si formano nei vini bianchi mediante la combinazione del ferro con il fosforo.
2. casse blu: si trovano sia nei vini bianchi sia nei rossi e sono causate dalla formazione di un complesso insolubile tra tannini e ioni ferrici. Nei vini rossi in particolare si forma una pellicola iridescente con un deposito blu-azzurro sul fondo del tino, mentre i bianchi anneriscono.

Per prevenire l'insorgenza di questi fenomeni si evita l'aggiunta di ferro al mosto, si evita l'esposizione all'aria per non permettere l'ossidazione del ferro bivalente a trivalente e si effettuano delle chiarificazioni.

## Casse rameosa o rameica
È la precipitazione del rame nel vino (intorbidamento da eccesso di rame).
Si presenta, soprattutto nei vini bianchi, come un precipitato rosso-giallastro prodotto dalla reazione del rame con zolfo o suoi composti, in particolare l'anidride solforosa largamente utilizzata in enologia come disinfettante. Si manifesta in assenza di ossigeno (ambiente riducente): 0,3-0,4 mg/l di rame sono insufficienti per provocare intorbidamenti; 1 mg/l= rischio di casse rameica.
Appare dopo una lunga conservazione al riparo dall'aria, a temperatura elevata e alla luce. Gli ioni rameici (Cu++) vengono ridotti a ioni rameosi (Cu+) quindi in presenza di SO2 riducono il numero di ossidazione +4 a solfuro con numero di ossidazione -2 con il quale il rame riossidatosi a +2 si legherà dando solfuro rameico insolubile, sia con proteine solforate dando un precipitato bruno-rossastro. Prima si forma un colloide rameico instabile, poi si ha la flocculazione e precipitazione del colloide ad opera delle proteine presenti nel vino. Difetto tipico dei vini bianchi poiché contengono SO2 libera.
- saggio di tenuta: vino bianco in bottiglia incolore e esposizione a luce solare o irraggiamento UV per sette giorni
- prevenzione: travaso a contatto con l'aria (valido strumento preventivo), trattamenti con bentonite, aggiunta di gomma arabica (impedisce la flocculazione del colloide), trattamento con ferrocianuro di potassio (forma un complesso insolubile).

## Casse fosfatica
È causata da un eccesso di fosfato ferrico che induce una torbidità grigio-bianca lattiginosa.

## Casse ossidasica
È prodotta dall'ossidazione di composti ad opera di enzimi ossidasici in presenza di ossigeno. Provoca un imbrunimento del vino, formazione di iridescenza superficiale, alterazione del sapore con maderizzazione (gusto marsalato).

## Casse proteica
È dovuta alla presenza di proteine (PR proteins, quali taumatina e chitinasi provenienti dall'uva) che causano fenomeni di intorbidimento e di flocculazione. Questo processo avviene subito dopo l'imbottigliamento e non ha rimedio; è però possibile prevenirlo attraverso la precipitazione di proteine usando la bentonite e chiarificando il vino. La gomma arabica (colloide di protezione) può inibire la casse.